# Ключ 149
| 言                     | 言     | 言     |
| ---------------------- | ------ | ------ |
| 148                    | 149    | 150    |
| Піньінь:               | yán    | yán    |
| Чжуїнь:                |        |        |
| Вейд-Джайлз:           |        |        |
| Ютпхін:                |        |        |
| Он:                    | ことば | ことば |
| Кун:                   |        |        |
| Кандзі:                |        |        |
| Хун:                   | 언     | 언     |
| Им:                    | 말씀   | 말씀   |
| Індекс у Вікісловнику: | 言     | 言     |

Ключ 149 (訁, в юнікоді ) — один з 20 ієрогліфів (з загальної кількості 214), що записується 7-ома рисками.
В Словнику Кансі подано 219 ієрогліфів з цим ключем.

## Ієрогліфи
| кількість рисок | ієрогліфи                                                                                      |
| --------------- | ---------------------------------------------------------------------------------------------- |
| без додаткових  | 言訁                                                                                           |
| 2 додаткові     | 訂訃訄訅訆訇計                                                                                 |
| 3 додаткові     | 訉訊訋訌訍討訏訐訑訒訓訔訕訖託記訙訚                                                           |
| 4 додаткові     | 訛訜訝訞訟訠訡訢訣訤訥訦訧訨訩訪訫訬設訮訯訰許訲訳                                             |
| 5 додаткових    | 訴訵訶訷訸訹診註証訽訾訿詀詁詂詃詄詅詆詇詈詉詊詋詌詍詎詏詐詑詒詓詔評詖詗詘詙詚詛詜詝詞詟詠     |
| 6 додаткових    | 詡詢詣詤詥試詧詨詩詪詫詬詭詮詯詰話該詳詴詵詶詷詸詹詺詻詼詽詾詿誀誁誂誃誄誅誆誇誈誉誊誠誡       |
| 7 додаткових    | 誋誌認誎誏誐誑誒誓誔誖誗誘誙誚誛誜誝語誟誢誣誤誥誦誧誨誩說誫説読誮                             |
| 8 додаткових    | 誕誯誰誱課誳誴誵誶誷誸誹誺誻誼誽誾調諀諁諂諃諄諅諆談諈諉諊請諌諍諎諏諐諑諒諓諔諕論諗諘諙諚諸謁 |
| 9 додаткових    | 諛諜諝諞諟諠諡諢諣諤諥諦諧諨諩諪諫諬諭諮諯諰諱諲諳諴諵諶諷諹諺諻諼諽諾諿謂謃謎謡謀             |
| 10 додаткових   | 謄謅謆謇謈謉謊謋謌謍謏謐謑謒謓謔謕謖謗謘謙謚講謜謝謞謟謠謢                                     |
| 11 додаткових   | 謣謤謥謦謧謨謩謪謫謬謭謮謯謰謱謲謳謴謵謶謷謸謹謺謻謼謽謾                                       |
| 12 додаткових   | 謿譀譁譂譃譄譅譆譇譈證譊譋譌譍譎譏譐譑譒譓譔譕譖譗識譙譚譛譜                                   |
| 13 додаткових   | 譝譞譟譠譡譢譣譤譥警譧譨譩譪譫譬譭譮譯議譲                                                     |
| 14 додаткових   | 譳譴譵譶護譸譹譺譻譼譽譾譿                                                                     |
| 15 додаткових   | 讀讁讂讃讄讅                                                                                   |
| 16 додаткових   | 讆讇讈讉變讋讌讍讎讏讐                                                                         |
| 17 додаткових   | 讑讒讓讔讕讖                                                                                   |
| 18 додаткових   | 讗讘讙                                                                                         |
| 19 додаткових   | 讚讛                                                                                           |
| 20 додаткових   | 讜讝讞                                                                                         |
| 22 додаткові    | 讟                                                                                             |